# Tremella
Tremella es un género de hongos en la familia Tremellaceae. Todas las especies de Tremella son parásitos de otros hongos y la mayoría produce estados de levadura anamórficos. Los basidiocarpos (cuerpos frutales), cuando se producen, son gelatinosos y se clasifican coloquialmente entre los "hongos jalea". Más de 100 especies de Tremella son actualmente reconocidas en todo el mundo. Dos especies, Tremella fuciformis y Tremella aurantialba, se cultivan comercialmente como alimento.

## Taxonomía

### Historia
Tremella fue uno de los géneros originales creados por Linneo en su Species Plantarum de 1753. El nombre proviene del latín tremere, que significa "temblar". Linnaeus colocó a Tremella en las algas, incluyendo en su interior una variedad de crecimientos gelatinosos, que incluyen algas marinas, cianobacterias y mixomicetos, así como hongos. Los autores posteriores agregaron especies adicionales a esta mezcla, hasta que Persoon revisó Tremella en 1794 y 1801, reposicionando el género dentro de los hongos.
La reinterpretación de Tremella por parte de Persoon fue lo suficientemente radical como para ser considerada un género separado (Tremella Pers.) Del originalmente creado por Linneo (Tremella L.). Tremella Pers. ahora se ha conservado bajo el Código Internacional de Nomenclatura Botánica, con Tremella mesenterica como la especie tipo.

### Estado actual
La investigación molecular, basada en el análisis cladístico de secuencias de ADN, sugiere que Tremella es polifilética (y por lo tanto artificial), el género no se separa claramente de otros géneros dentro de las Tremellaceae. Comparativamente, pocas especies, todavía han sido secuenciadas.
Más de 500 especies se han descrito en Tremella, pero la mayoría de ellas son nombres antiguos de aplicación dudosa o nombres antiguos para especies que luego se transfirieron a otros géneros. Más de 100 especies son actualmente aceptadas dentro del género.

## Descripción
Los esporocarpos (cuando están presentes) son gelatinosos. En algunas especies son pequeños (menos de 5 mm de ancho) y pustulares a pulvinados (en forma de cojín). En otros, son mucho más grandes (hasta 150 mm de ancho) y pueden ser de diversos lóbulos, cefaliformes (como un cerebro, con pliegues y crestas), o foliosos (con frondas de hojas o algas). Muchas especies de Tremella, sin embargo, son parásitos himeniales, que producen esporas dentro de los esporocarpos de sus hospedadores y solo son visibles al microscopio.

### Caracteres microscópicos
Las especies de Tremella producen hifas que están típicamente (pero no siempre) fijadas y tienen células haustoriales de las cuales los filamentos de hifas buscan y penetran en las hifas del huésped. Los basidios son "tremeloides" (globoso a elipsoide, a veces acechados, y septados vertical o diagonalmente), dando lugar a largos estigmas o epibasidios sinuosos en los que se producen las basidiosporas. Estas esporas son lisas, globosas al elipsoide y germinan por medio de un tubo hifal o por células de levadura. Los conidios están a menudo presentes, produciendo conidiosporas que son similares a las células de levadura.

## Hábitat y distribución
Las especies son principalmente parásitas en hongos que se pudren en la madera en los filos Ascomycota y Basidiomycota,  particularmente en las especies que aparecen en las ramas adheridas muertas. Los hospedadores incluyen miembros de los hongos corticioides, poliorporas y Dacrymycetales en Basidiomycota y especies de Diaporthe, otros Sordariomycetes y líquenes en Ascomycota. Algunas especies de Tremella parasitan los cuerpos frutales de sus hospedadores (a veces incorporan hifas del hospedador), otras parasitan el micelio dentro de la madera.
Como grupo, las especies de Tremella ocurren en todo el mundo, aunque las especies individuales pueden tener una distribución más restringida.

## Especies y hospederos
La lista a continuación incluye especies que han sido descritas o redescritas recientemente. Algunas especies más antiguas adicionales también pueden ser válidas, pero carecen de una descripción moderna. La localidad tipo (pero no la distribución más amplia) se da para cada especie junto con el hongo huésped, donde se conoce.
- Tremella anomala — (Brasil) huésped Hypoxylon spp.[11]
- Tremella arachispora — (Camerún) huésped desconocido[12]
- Tremella armeniaca — (Costa Rica) huésped Xylaria sp?[13]
- Tremella aurantia — (EE. UU.) huéped Stereum hirsutum[4][14]
- Tremella aurantialba — (China) huésped Stereum hirsutum[15]
- Tremella australiensis  — (Australia) huésped Stereum spp[4]
- Tremella brasiliensis — (Brasil) huésped desconocido[4][14][16]
- Tremella callunicola — (Escocia) huésped Aleurodiscus norvegicus[17]
- Tremella caloceraticola — (Dinamarca) huésped Calocera cornea[18]
- Tremella caloplacae — (Grecia) huésped Caloplaca spp[19] (como Tremella sp. 1)
- Tremella candelariellae — (Luxemburgo) huésped Candelariella spp.[19]
- Tremella cephalodiicola — (Papúa Nueva Guinea) huésped Psoroma pannarioides[19]
- Tremella cerebriformis — (Taiwán) huésped desconocido[4]
- Tremella cetrariicola — (Escocia) huésped Cetraria spp.[19]
- Tremella christiansenii — (Dinamarca) huésped Physcia spp.[19]
- Tremella cinnabarina — (Tahití) huésped desconocido[20]
- Tremella cladoniae — (Alemania) huésped Cladonia spp.[19]
- Tremella coalescens — (EE. UU.) huésped desconocido[4]
- Tremella coccocarpiae  — (Filipinas) huésped Coccocarpia rottleri[19]
- Tremella coffeicolor — (Bermudas) huésped desconocido[11][14] (como T. auricularia)
- Tremella colpomaticola — (Dinamarca) huésped Colpoma quercinum[18]
- Tremella compacta — (Brasil) huésped desconocido[20]
- Tremella coppinsii — (Sarawak) huésped Platismatia spp.[19]
- Tremella dendrographae — (EE. UU.) huésped Dendrographa minor[19]
- Tremella dactylobasidia — (España) huésped Dendrothele macrosporae[21]
- Tremella diploschistina — Millanes, M.Westb., Wedin & Diederich.
- Tremella discicola — (Bélgica) huéspedes Mollisia y Pyrenopeziza spp.[22]
- Tremella dysenterica — (Brasil) huésped desconocido[11][14]
- Tremella encephala — (Europa) huésped Stereum sanguinolentum[4][23]
- Tremella everniae — (China) huésped Evernia mesomorpha[19]
- Tremella exigua — (Francia) huésped Diaporthe spp.[4]
- Tremella flava — (Taiwán) huésped Hypoxylon spp.[4]
- Tremella foliacea — (Europa) huésped Stereum spp.[4][23]
- Tremella fuciformis — (Brasil) huéspedes Annulohypoxylon archeri[24][25] y otro Annulohypoxylon y/o Hypoxylon spp.[4][14][25]
- Tremella fungicola — (Dinamarca) huésped Mollisia cinerea[26]
- Tremella fuscosuccinea — (Taiwán) huésped desconocido[4]
- Tremella giraffa — (Alemania) huésped Dacrymyces spp.[4][23]
- Tremella globispora — (Inglaterra) huésped Diaporthe spp.[4]
- Tremella graphidastrae — (Papúa Nueva Guinea) huésped Graphidastra multiformis[19]
- Tremella guttiformis — (Sri Lanka) huésped desconocido[27]
- Tremella haematommatis — (EE. UU.) huésped Haematomma puniceum[19]
- Tremella harrisii — (EE. UU.) huésped Polymeridium catapastum[19]
- Tremella hymenophaga — (España) huésped Scytinostroma odoratum[28]
- Tremella hypocenomycis — (Finlandia) huésped Hypocenomyce spp[19][29]
- Tremella hypogymniae — (Francia) huésped Hypogymnia spp.[19]
- Tremella indecorata — (Noruega) huésped Diatrype bullata
- Tremella invasa — (Dinamarca) huésped Trechispora spp.
- Tremella karstenii — (Finlandia) huésped Colpoma juniperi
- Tremella leptogii — (Perú) huésped Leptogium sp.
- Tremella lethariae  — (Canadá) huésped Letharia vulpina
- Tremella lichenicola — (Luxemburgo) huésped Mycoblastus fucatus
- Tremella lilacea — (Costa Rica) huésped Diaporthe sp?
- Tremella lobariacearum — (Madeira) huésped Lobariaceae spp
- Tremella macroceratis — (Noruega) huésped Cladonia macroceras
- Tremella mesenterella — (Canadá) huésped Peniophora spp.
- Tremella mesenterica — (Suecia) huésped Peniophora spp.
- Tremella microcarpa — (Papúa Nueva Guinea) huésped liquen.
- Tremella microspora — (Sudáfrica) huésped Stereum spp.
- Tremella monospora — (Perú) huésped Leptogium sp.
- Tremella montis-wilhelmii — (Papúa Nueva Guinea) huésped Normandina simodense
- Tremella moriformis — (Inglaterra) huésped Diaporthe spp.
- Tremella mycetophiloides — (Japón) huéspedes Aleurodiscus amorphus y A. grantii
- Tremella nashii — (EE. UU.) huésped Usnea sorediifera
- Tremella neofoliacea — (Taiwán) huésped Stereum sanguinolentum
- Tremella nephromatis — (Canadá) huésped Nephroma parile
- Tremella nieblae — (EE. UU.) huésped Niebla cephalota
- Tremella nigrifacta — (Costa Rica) huésped Diatrypella sp.
- Tremella nivalis — (Taiwán) huésped Diatrype spp.
- Tremella normandinae — (Hawái) huésped Normandina pulchella
- Tremella obscura — (EE. UU.) huésped Dacrymyces spp.
- Tremella occultifuroidea — (Taiwán) huésped Dacrymyces spp
- Tremella olens — (Australia) huésped desconocido (como T. fibulifera)
- Tremella papuana — (Papúa Nueva Guinea) huésped Hypogymnia pseudobitteriana
- Tremella parmeliarum — (Papúa Nueva Guinea) huésped Parmotrema spp.
- Tremella parmeliellae — (Papúa Nueva Guinea) huésped Parmeliella foliicola
- Tremella penetrans — (Dinamarca) huésped Dacrymyces spp.
- Tremella pertusariae — (Irlanda del Norte) huésped Pertusaria spp
- Tremella phaeographidis — (Inglaterra) huésped Phaeographis spp.
- Tremella phaeographinae — (EE. UU.) huésped Phaeographina spp.
- Tremella phaeophysciae — (Dinamarca) huésped Phaeophyscia orbicularis
- Tremella polyporina — (Escocia) huésped Postia spp.
- Tremella protoparmeliae — (Inglaterra) huésped Protoparmelia spp.
- Tremella psoroglaenae — (Papúa Nueva Guinea) huésped Psoroglaena spp.
- Tremella psoromicola — (Chile) huésped Psoroma spp.
- Tremella ramalinae — (México) huésped Ramalina spp.
- Tremella roseolutescens — (Costa Rica) huésped desconocido
- Tremella resupinata — (Taiwán) huésped Hypoxylon spp.
- Tremella rinodinae — (Dinamarca) huésped Rinodina spp.
- Tremella santessonii — (Zimbabue) huésped Usnea spp.
- Tremella sarniensis — (Guernsey) huésped Phanerochaete sordida
- Tremella silvae-dravedae — (Dinamarca) huésped desconocido
- Tremella simplex — (Canadá) huésped Aleurodiscus lividicoeruleus
- Tremella spicifera — (Bélgica) huésped Massarina arundinacea
- Tremella steidleri — (República Checa) huésped Stereum hirsutum
- Tremella stevensiana — (Australia) huésped Usnea confusa
- Tremella stictae — (Ruanda) huésped Sticta weigelii
- Tremella subencephala — (Canadá) huésped Aleurodiscus amorphus
- Tremella sulcariae — (China) huésped Sulcaria sulcata
- Tremella taiwanensis — (Taiwán) huésped desconocido
- Tremella tawa — (Nueva Zelanda) huésped desconocido
- Tremella telleriae — (España) huésped Postia spp
- Tremella translucens — (Escocia) huésped Lophodermium (como Sirotrema translucens)
- Tremella tremelloides  — (EE. UU.) huésped Stereum sp.
- Tremella tropica — (Taiwán) huésped desconocido
- Tremella tuckerae — (EE. UU.) huésped Ramalina sinensis
- Tremella vasifera  — (Alemania) huésped desconocido
- Tremella versicolor — (Inglaterra) huésped Peniophora spp.
- Tremella vesiculosa — (Nueva Zelanda) huésped Xylaria sp?
- Tremella wirthii — (Alemania) huésped Protoparmelia sp.
- Tremella wrightii — (Cuba) huésped desconocido